# لاجوردی‌قارچ‌ها
لاجوردی‌قارچ‌ها (نام علمی: Terana) نام یک سرده از راسته تاقچه‌ای‌قارچ‌سانان است.